# Città di Montesilvano Calcio a 5
El Città di Montesilvano Calcio a 5 es un equipo italiano de fútbol sala de la ciudad de Montesilvano, provincia de Pescara. Fue fundado en 1984. Actualmente participa en la Serie A2 de la Divisione Calcio a 5. Es el único equipo italiano ganador de la UEFA Futsal Cup.

## Palmarés

### Torneos nacionales
- Serie A (1): 2009/2010
- Copa Italia (1): 2006/2007

### Torneos internacionales
- UEFA Futsal Cup (1): 2010/2011